# امواپه میالو
امواپه میالو (انگلیسی: Mwape Mialo؛ زادهٔ ۳۰ دسامبر ۱۹۵۱) بازیکن فوتبال اهل جمهوری دموکراتیک کنگو است.
وی همچنین در تیم ملی فوتبال زئیر بازی کرده‌است.